# Brotia episcopalis
Brotia episcopalis е вид коремоного от семейство Pachychilidae.

## Разпространение
Видът е разпространен в Малайзия (Западна Малайзия) и Тайланд.